# Sergio Antonio Saucedo
Sergio Antonio Saucedo (Zarate, Buenos Aires, 20 de octubre de 1959 - 20 de abril de 2021) es un exfutbolista y director técnico argentino, apodado «El Tigre». Jugaba en la posición de delantero. Marcó 160 goles en 427 partidos disputados.

## Trayectoria
En 1976 debutó con 17 años en el Club Atlético Defensores Unidos.
Obtuvo el campeonato de la Primera C con Villa Dálmine en 1982, el campeonato ascenso a la primera división del fútbol ecuatoriano con la Liga Deportiva Universitaria de Portoviejo en 1991 y otra vez el campeonato de Primera C argentina en la temporada 1993/4 con Defensores Unidos. Volvió a ser campeón de la Primera C argentina con Villa Dálmine (en ese entonces llamado Atlético Campana) en la temporada 1995/6.
En 1984, con el Deportivo Quito de Ecuador, fue goleador del campeonato, mejor jugador del año y mejor extranjero.
Al final de su carrera deportiva, disputó el Regional de 1990, con el Rivadavia de Baradero (8 goles en 12 partidos) y en la Liga de Baradero, donde jugó dos partidos y marcó tres goles con el Club Sportivo Baradero.

## Clubes
| Club                             | País      | Año       | Partidos | Goles |
| -------------------------------- | --------- | --------- | -------- | ----- |
| Defensores Unidos                | Argentina | 1976-1979 | 50       | 50    |
| Quilmes                          | Argentina | 1980      | 9        | 1     |
| Defensores Unidos                | Argentina | 1981      | 10       | 10    |
| Deportivo Roca                   | Argentina | 1981      | 3        | 2     |
| Villa Dálmine                    | Argentina | 1982      | 30       | 12    |
| Deportivo Quito                  | Ecuador   | 1983-1984 | 72       | 46    |
| Sporting Clube da Covilhã        | Portugal  | 1985-1986 | 34       | 11    |
| Sporting Clube de Braga          | Portugal  | 1986-1987 | 23       | 9     |
| Sporting Clube da Covilhã        | Portugal  | 1987-1988 | 16       | 1     |
| Club de Fútbol Cobras            | México    | 1988-1989 | 20       | 9     |
| Club Atlético Chaco For Ever     | Argentina | 1989-1990 | 5        | 0     |
| Deportivo Quito                  | Ecuador   | 1990      | 17       | 8     |
| Liga de Portoviejo               | Ecuador   | 1991-1992 | 38       | 22    |
| Defensores Unidos                | Argentina | 1993-1995 | 40       | 23    |
| Villa Dálmine (Atlético Campana) | Argentina | 1995-1997 | 53       | 9     |
| Defensores Unidos                | Argentina | 1999-2000 |          |       |